# TTS Trenčín
El TTS Trenčín fou un club eslovac de futbol de la ciutat de Trenčín.

## Història
El club fou fundat l'any 1904 amb el nom Trencsény Torna Egyesület (TTE). Als anys seixanta destacà amb el nom Jednota Trenčín. El 1993 es fusionà amb Ozeta Dukla Trenčin per formar l'actual AS Trenčín. Evolució del nom:
- 1904: Trencsény TE (Trencsény Torna Egyesület)
- 1919: TTS Trenčín (Trenčiansky telocvičný spolok Trenčín)
- 1949: fusió amb ZSJ Odeva => ZSJ Odeva Trenčín (Závodná sokolská jednota Odeva Trenčín)
- 1953: DŠO Iskra Odeva Trenčín (Dobrovoľná športová organizácia Iskra Odeva Trenčín)
- 1960: fusió amb Telovýchovou textilákov a strojárov => TJ Jednota Trenčín (Telovýchovná jednota Jednota Trenčín)
- 1982: TJ TTS Trenčín (Telovýchovná jednota Trenčiansky telocvičný spolok Trenčín)
- 1990: FK TTS Trenčín (Futbalový klub Trenčiansky telocvičný spolok Trenčín)

## Palmarès
- Copa eslovaca de futbol: 
  - 1978[2]

## Futbolistes destacats
Futbolistes internacionals mentre jugaven amb el TTS.
- Milan Albrecht
- Pavol Bencz
- Vojtech Masný